# Hamlet 2000
Hamlet 2000 (Hamlet) è una moderna trasposizione cinematografica della tragedia Amleto di William Shakespeare, diretta da Michael Almereyda.

## Trama
La trama è sostanzialmente identica a quella della tragedia, salvo adattamenti "storici" richiesti dall'ambientazione nel ventesimo secolo ma i dialoghi di Shakespeare sono rimasti gli stessi. Il castello di Elsinore diventa dunque l'Hotel Elsinore, sede della Denmark Corporation; il dramma che ricalca la morte di re Amleto è un video diretto dal principe stesso; il personaggio di Marcello diventa Marcella, fidanzata di Orazio. Ofelia è un'appassionata di fotografia e al posto dei fiori, porta fotografie degli stessi; inoltre, il personaggio annega in una fontana davanti all'Hotel Elsinore invece che in un lago. La prima apparizione del personaggio del giovane Osric viene tramutata nell'arrivo di un fax che riporta il messaggio di Laerte. Infine, nella scena del duello conclusivo il fioretto avvelenato è sostituito da una pistola.